# Šema Jisra'el
Šema Jisra'el (hebrejsky שמע ישראל‎, doslova Slyš, Izraeli; zkráceně Šema, hebrejsky שמע‎, „Slyš!“) je jedna z nejdůležitějších židovských modliteb a vyznání víry (krédo) judaismu. Jedná se o jeden z ústředních a nejstarších prvků židovské liturgie. V souvislosti s liturgií se takto někdy označuje i celá pasáž, přesně nazývaná קריאת שמע‎ kri'at Šema, dosl. „čtení Šema“. Text prvních dvou částí Šema je obsažen také ve svitcích mezuzy a tfilin.

## Čtení Šema
Čtení Šema Jisra'el tvoří důležitou část ranní a večerní bohoslužby. Skládá se ze tří částí: Dt 6, 4–9 (Kral, ČEP), Dt 11, 13–24 (Kral, ČEP) a Nu 15, 37–41 (Kral, ČEP). První dvě pasáže jsou zařazeny proto, že výslovně obsahují příkaz číst tato slova „při uléhání a při vstávání“. Poslední pasáž byla do kri'at Šema přidána jako připomenutí vyjití z Egypta, které je rovněž potřeba připomínat ve dne i v noci.
Ústředním tématem je víra v jediného a všemohoucího Boha, kterého mají Židé milovat „celým svým srdcem a celou svou duší a celou svou silou“. Druhý odstavec rozvíjí motiv odměny za oddanost Bohu a trestu v případě odpadnutí. Třetí odstavec přidává příkaz zhotovení cicit na připomínku božích přikázání.
| Židé a judaismus |
| Židé • Judaismus • Kdo je Žid |
| Ortodoxní • Konzervativní (Masorti) Progresivní (Reformní - Liberální) • Ultraortodoxní Samaritáni • Falašové • Karaité                                                                                            |
| Etnické skupiny a jazyky |
| Aškenázové • Sefardové • Mizrachim Hebrejština • Jidiš • Ladino • Ge'ez • Buchori |
| Populace (vývoj) |
| Evropa • Amerika • Asie • Afrika • Austrálie |
| Náboženství |
| Bůh • Principy víry • Boží jména 613 micvot • Halacha • Noachidské zákony Mesiáš • Eschatologie |
| Židovské myšlení, filosofie a etika |
| Židovská filosofie Cdaka • Musar • Vyvolenost Chasidismus • Kabala • Haskala |
| Náboženské texty |
| Tóra • Tanach • Mišna • Talmud • Midraš Tosefta • Mišne Tora • Šulchan aruch Sidur • Machzor • Pijut • Zohar |
| Životní cyklus, tradice a zvyky |
| Obřízka • Pidjon ha-ben • Simchat bat • Bar micva Šiduch • Svatba • Ketuba • Rozvod (Get) • Pohřeb Kašrut • Židovský kalendář • Židovské svátky Talit • Tfilin • Cicit • Kipa Mezuza • Menora • Šofar • Sefer Tora |
| Významné postavy židovství |
| Abrahám • Izák • Jákob • Mojžíš Šalomoun • David • Elijáš • Áron Maimonides • Nachmanides • Raši Ba'al Šem Tov • Ga'on z Vilna • Maharal                                                                           |
| Náboženské budovy a instituce |
| Chrám • Synagoga • Ješiva • Bejt midraš Rabín • Chazan • Dajan • Ga'on Kohen (kněz) • Mašgiach • Gabaj • Šochet Mohel • Bejt din • Roš ješiva                                                                      |
| Židovská liturgie |
| Šema • Amida • Kadiš Minhag • Minjan • Nosach Šacharit • Mincha • Ma'ariv • Musaf |
| Dějiny Židů |
| starověk • středověk • novověk |
| Blízká témata |
| Antisemitismus • Gój • Holocaust • Izrael Filosemitismus • Sionismus Abrahámovská náboženství |
| z • d • e |

## Text Šema
| „                                               | Slyš Jisraeli! Hospodin, Bůh náš, Hospodin jeden jest. Milovati budeš Hospodina, Boha svého, celým srdcem svým a celou duší svou a celou silou svou, a budou slova tato, která já přikazuji tobě dnes, na srdci tvém. A vštípíš je dětem svým a budeš mluviti o nich, sedě v domě svém a kráčeje po cestě a léhaje a vstávaje. A uvážeš je jako znamení na ruku svou a budou čelním páskem mezi očima tvýma; a napíšeš je na veřeje domu svého a na brány své. | “ |
| — Tóra, Deuteronomium 6:4-9 (překlad G. Sicher) | |   |

| „                                                  | I stane se, když poslušně poslouchati budete příkazů mých, které já přikazuji vám dnes, abyste milovali Hospodina, Boha svého, a sloužili mu celým srdcem svým a celou duší svou, tak dám déšť země vaší v (pravý) čas jeho, ranní a pozdní, a budeš sklízet obilí své a mošt svůj a olej svůj. A dám trávu na poli pro dobytek tvůj a (ty) budeš jíst a nasytíš se. Střežte se, aby nebylo omámeno srdce vaše a vy jste sešli a sloužili bohům jiným a klaněli se jim. Pak by vzplanul hněv Hospodinův proti vám a on bránil by nebi, aby nebylo deště, a půda by nedala úrodu svou; a (vy) byste zmizeli rychle se země krásné, kterou Hospodin vám dává. Vložte tedy tato slova moje na srdce své a duši svou a přivažte je jako znamení na ruku svou a nechť jsou čelním páskem mezi očima tvýma; a učte jim děti své, mluvíce o nich, když sedíš v domě svém a kráčíš po cestě, uléháš a vstáváš, a napíšeš je na veřeje domu svého a na brány své, aby byly rozmnoženy dni vaše a dni dětí vašich na půdě, kterou přísahou zaslíbil Hospodin otcům vašim, že jim ji dá, pokud (trvají) nebesa nad zemí. | “ |
| — Tóra, Deuteronomium 11:13-21 (překlad G. Sicher) | |   |

| „                                           | I pravil Hospodin Mojžíšovi řka: Mluv k synům Jisraele a řekni jim, aby si dělali cicit [třásně] na cípech svých oděvů, pro pokolení svá, a aby dali na třásně cípu niť z modré [látky]. A bude vám [památnou] třásní, abyste se dívali na ni a abyste si vzpomínali všech příkazů Hospodinových a abyste je vykonávali a abyste se nepouštěli podle srdce svého a za očima svýma, za kterýmiž následujete záletnicky. Abyste pamatovali [si] a vykonávali všechny příkazy mé a abyste byli svatými Bohu svému. Já jsem Hospodin, Bůh váš, jenž vyvedl jsem vás ze země Egyptské, abych byl vám Bohem; já jsem Hospodin, Bůh váš. | “ |
| — Tóra, Numeri 15:37-41 (překlad I. Hirsch) | |   |

Při pronášení modlitby se mezi verš „Slyš, Izraeli, Hospodin je náš Bůh, Hospodin jediný“ a „Budeš milovat Hospodina, svého Boha,“ vkládá šeptem verš: „Požehnáno je vznešené jméno Jeho království na věky věků“ (ברוך שם כבוד מלכותו לעולם ועד‎ Baruch šem kevod malchuto le-olam va-ed). Pouze na Jom kipur se tento verš recituje nahlas.
Pokud není přítomen minjan, recitující vkládá před Šema supliku אל מלך נאמן‎ El melech ne'eman, „Bože, věrný králi“. Důvod je ten, že za normálních okolností má Šema 248 slov, což je počet pozitivních přikázání v Tóře. Pokud ale není minjan přítomen, chazan neopakuje větu ה׳ אלהיכם אמת‎ Hašem Elohejchem emet, „Hospodin, váš Bůh, je pravda“ a tři slova tak chybí. Recitací slov El melech ne'eman se tak počet slov Šema doplní opět na 248.

## Požehnání pro čtení Šema
Při ranní i večerní modlitbě se k samotnému čtení Šema připojují předepsaná požehnání, označovaná jako birchot kri'at Šema. Ačkoli samotná modlitba Šema je identická, připojená požehnání se v ranní a večerní verzi liší: ranní verze má požehnání tři, večerní čtyři. Celkový počet požehnání, sedm, souvisí s veršem ze žalmu: „Sedmkrát denně Tě chválím.“

### Požehnání v ranní modlitbě
Při šacharitu (ranní modlitbě) se říkají následující požehnání:
- יוצר‎ – Jocer – první požehnání, pojmenované podle slov Jocer or – „Stvořiteli světla“, respektive podle slov Jocer me'orot – „Stvořiteli světel“, kterými požehnání končí. V něm je Bohu vzdávána chvála za stvoření celého světa a všeho, co do něj náleží. Bůh je zde veleben jako stvořitel míru, osvětlující zemi. V tomto odstavci také obec většinou nahlas recituje verš „Svatý, svatý, svatý je Hospodin zástupů, celá země je plna Jeho slávy.“[5] Z teologického hlediska pak toto požehnání dává najevo, že v judaismu je to Bůh, který vládne i nad nebeskými tělesy, sluncem, měsícem, planetami i hvězdami, tj. nad objekty, které byly v pohanských kultech uctívány jako božstva.
- אהבה רבה‎ – Ahava raba – druhé požehnání, hebrejsky „(Boží) nezměrná láska“, kterou Bůh projevuje Izraeli skrze darování Tóry a vyvolení jako svého zvláštního národa.
- následuje samotné čtení Šema (3 odstavce)
- גאולה‎ – Ge'ula – Vykoupení, požehnání začíná zmínkou o vykoupení z Egypta a končí nadějí ve vykoupení budoucí. Chazan zpívá závěrečná slova požehnání Ga'al Jisra'el potichu,[zdroj?] neboť za nimi hned následuje recitace Amidy.

### Požehnání ve večerní modlitbě
Při ma'arivu (večerní modlitbě) se říkají následující požehnání:
- המעריב ערבים‎ – Ha-ma'ariv aravim – „Jenž halí v soumrak večery“. Podobně jako u ranní recitace byla Bohu vzdána chvála za světlo, zde se vzdává chvála Bohu za moc nad nocí a tmou. Ranní požehnání má za úkol ukázat, že Bůh je pánem nad vším, co pohanská náboženství považovala za božstva, zde je kladen důraz na ujištění, že stejně tak i tma a noc, které jsou pro člověka synonymem zla a nebezpečí, jsou rovněž Božím dílem a záměrem – cílem tohoto požehnání bylo zabránit dualistickým a gnostickým tendencím uvnitř judaismu,[zdroj?] které by byly neslučitelné s monoteismem.
- אהבת עולם‎ – Ahavat olam – „Věčná láska“, kterou Bůh projevuje Izraeli každý den a každou noc, v čase dobrém i zlém.
- následuje שמע‎ – Šema (3 odstavce)
- גאולה‎ – Ge'ula – vykoupení. Toto požehnání se od ranní verze liší; zatímco ranní verze začíná slovy Emet ve-jaciv, „pravdivé a jisté“, večerní začíná slovy Emet ve-emuna, „pravdivé a věrné“.
- השכיבנו‎ – Haškivenu – hebrejsky „Nech nás ulehnout“, krátká benedikce žádající Boha o ochranu před pokušením a zlými silami (v tradičním podání obsahuje i prosbu za odvrácení Satana).

V gaonském období byla k večerní recitaci přidána ještě pasáž ברוך ה׳ לעולם‎ Baruch ha-Šem le-olam, složená z veršů z proroků a spisů, a požehnání Jir'u ejnejnu. Dnes je zvykem recitovat tyto části pouze v některých aškenázských komunitách v diaspoře.